# Václav Jan Rosa
Václav Jan Rosa, auch (unrichtig) Jan Václav Rosa, (* um 1620 in Zdice; † 11. August 1689 in Prag) war ein tschechischer Jurist, Dichter und Philologe.

## Leben
Rosa studierte an der artistischen und juristischen Fakultät der Karls-Universität in Prag. Danach war er als Anwalt tätig. 1670 wurde er Gerichtsrat am Prager Appellationsgericht, 1680 Schreiber bei der böhmischen Statthalterschaft. Für seine Verdienste wurde er auch geadelt.
Rosas erstes Werk, der Discursus Lypirona ... von 1651 war seiner künftigen Frau gewidmet und befasst sich mit der Geschichte eines traurigen Kavaliers und über Liebe. Der umfangreiche Text, der nie gedruckt wurde, übernahm viele Elemente aus der europäischen galanten Poesie und ist eines der wenigen weltlichen Werke seiner Zeit.
In späteren Jahren widmete sich Rosa vor allem der Grammatik. Das Ergebnis seiner Arbeit ist das Buch Čechořečnost, seu Grammatica linguae Bohemicae (1672), eine in lateinischer Sprache abgefasste Grammatik des Tschechischen, die sich aus vier Teilen zusammensetzt, nämlich der
1. Orthographia
2. Etymologia
3. Syntaxis
4. Prosodia

Die Grammatik entfaltete vor allem im 18. Jahrhundert eine große Wirkung, u. a. als Vorbild der Grammatiken von Václav Jandyt und Johann Wenzel Pohl. Später wurde sie vor allem wegen des vierten Teils, der viele Neologismen vorschlägt, sehr kritisiert und als Beleg für den beginnenden Sprachverfall gewertet. Erst im 20. Jahrhundert sind die Verdienste Rosas wieder stärker gewürdigt worden, insbesondere auf dem Gebiet der grammatischen Terminologie. So gilt er beispielsweise heute als der erste Autor, der den Verbalaspekt angemessen beschrieben hat.
Als sein Hauptwerk sah Rosa selbst sein Wörterbuch Thesaurus linguae Bohemicae, an dem er bis zu seinem Tode arbeitete und das in vier Bänden zu zahlreichen tschechischen Wörtern ihre lateinischen und deutschen Äquivalente angibt. Dieses Wörterbuch wurde bis heute nicht gedruckt, wurde aber von vielen Forschern, darunter auch dem Lexikographen Josef Jungmann, ausführlich benutzt. Heute arbeitet eine Arbeitsgruppe an der Philosophischen Fakultät der Karls-Universität daran, den umfangreichen und teilweise schwer leserlichen Text für den Druck vorzubereiten.